# Dieter Stolze
Dieter Stolze (* 28. Dezember 1945 in Hamburg) ist ein ehemaliger deutscher Fußballspieler, der in der Zeit von 1964 bis 1966 in der damals zweitklassigen Fußball-Regionalliga Nord beim SC Victoria Hamburg spielte.

## Sportliche Laufbahn
Stolze trat 1958 in die Fußball-Jugendabteilung des S.C. Victoria Hamburg ein und durchlief bis zum Sommer 1964 alle Leistungs-Jugendmannschaften des Vereins in der Spielposition des Libero oder im Mittelfeld. Von 1962 bis 1964 war er in 13 Spielen für die Hamburger Jugend-Auswahl aktiv und debütierte im A-Jugend-Jahrgang, wobei er als Libero spielte.
Er wurde in die norddeutsche Auswahl berufen, die 1963 das Vorschlussrundenspiel um die Deutsche Meisterschaft in Göttingen gegen Südwest-Deutschland gewann und ins Endspiel gegen Westdeutschland in Essen einzog. Eingesetzt wurde Stolze in beiden Spielen auf der Linksverteidiger-Position.
Kurz darauf wurde Stolze in die Deutsche Juniorennationalmannschaft (heute U19) aufgenommen. Unter dem damaligen DFB-Trainer Dettmar Cramer debütierte er am 8. März 1964 in Lörrach beim Freundschaftsländerspiel gegen die Schweiz in der DFB-Juniorenauswahl als rechter Außenverteidiger.
Im letzten Vorbereitungslehrgang zum UEFA-Juniorenturnier 1964 in den Niederlanden wurde Stolze im Freundschaftsspiel gegen die aufstrebende Weisweiler-Elf Borussia Mönchengladbach schwerer verletzt, wurde jedoch für die entscheidenden EM-Begegnungen gegen Schweden und die Niederlande jeweils für wenige Stunden fitgespritzt. Zu beiden Vorrundenspielen agierte er neben Franz Beckenbauer auch hier als rechter Außenverteidiger. Aufgrund seiner Verletzung musste Stolze nach Beendigung des Turnieres einige Monate aussetzen, die ihn auch in den folgenden Jahren immer wieder zu mehrwöchigen Pausen zwang und ihn in seiner weiteren Karriere blockierte.

### Regionalliga, 1964 bis 1966
Stolze debütierte erstmals (noch als Amateurspieler) für Victoria Hamburg in einem Spiel der damals zweitklassigen Regionalliga Nord am 27. September 1964 gegen Arminia Hannover. Ab der folgenden Saison 1965/66 erhielt er einen Vertrag für die Regionalliga Nord, der allerdings zum Ende der Spielzeit wegen des Abstiegs seines Vereines in die drittklassige Landesliga beendet wurde. Insgesamt wird er in der Regionalliga Nord mit 18 Spielen geführt. Bis zum Sommer 1972 hatte er für den Verein insgesamt 205 Ligaspiele mit 38 Toren bestritten. Stolze wechselte dann zu den Landesligaclubs Union Altona (zwei Spielzeiten) bzw. VFL 93 (eine Saison), bevor er 1975 mit dem Leistungsfußball aufhörte.

## Weiterer Werdegang
Der Versicherungsfachwirt spielte dann noch für eine Saison für die Bezirksligamannschaft West-Eimsbüttel und wirkte anschließend in der Nähe seines Wohnortes Hamburg-Schnelsen bei Germania Schnelsen als Trainer und Altligaspieler. Seit 2007 ist er wieder bei Victoria Hamburg und bei den Super-Senioren aktiv. Seine berufliche Laufbahn beendete er als Prokurist bei einer deutschen Versicherungsgesellschaft zum Ende des Jahres 2008.